# Potok Złoty (gmina w dystrykcie Galicja)
Gmina Potok Złoty – dawna gmina wiejska funkcjonująca w latach 1941–1944 pod okupacją niemiecką w Polsce. Siedzibą gminy był Potok Złoty.
Gmina Potok Złoty została utworzona przez władze hitlerowskie z terenów okupowanych przez ZSRR w latach 1939–1941,  zniesionych gmin Potok Złoty I (w całości – gromada Potok Złoty) i Potok Złoty II (w całości - gromady Hubin, Kośmierzyn, Kościelniki, Rusiłów, Skomorochy, Snowidów, Sokołów, Ścianka, Sokulec i Woziłów), należących przed wojną do powiatu buczackiego w woj. tarnopolskiem. Gmina weszła w skład powiatu czortkowskiego (Kreishauptmannschaft Czortków), należącego do dystryktu Galicja w Generalnym Gubernatorstwie. W skład gminy wchodziły miejscowości: Hubin, Kościelniki, Kośmierzyn, Mikołajówka, Potok Złoty, Rusiłów, Skomorochy, Snowidów, Sokołów, Sokulec, Ścianka i Woziłów.
Po wojnie obszar gminy wszedł w struktury administracyjne ZSRR.
Zobacz też: gmina Potok Złoty, gmina Potok Złoty I, gmina Potok Złoty II